# アルジャントネ
アルジャントネ （Argentonnay）は、フランス、ヌーヴェル＝アキテーヌ地域圏、ドゥー＝セーヴル県のコミューン。
2016年1月1日、アルジャントン＝レ＝ヴァレ、ル・ブルイユ＝スー＝アルジャントン、ラ・シャペル＝ゴダン、ラ・クードル、ムティエ＝スー＝アルジャントン、ユルコの6つのコミューンが合併して誕生した。

## 歴史
コミューン・ヌーヴェルの設置は2015年11月17日の政令で承認され 、2016年1月1日より6つの旧コミューンは権限委任コミューンに転換された。